# (6612) Hachioji
Pour les articles homonymes, voir Hachioji (homonymie).
(6612) Hachioji est un astéroïde de la ceinture principale.

## Description
(6612) Hachioji est un astéroïde de la ceinture principale. Il fut découvert le 10 mars 1994 à Yatsugatake par Yoshio Kushida et Osamu Muramatsu. Il présente une orbite caractérisée par un demi-grand axe de 2,42 UA, une excentricité de 0,15 et une inclinaison de 3,8° par rapport à l'écliptique.

## Compléments